# Машерова Наталія Петрівна
Наталя Петрівна Машерова (біл. Натальля Машэрава; 1945, Велейка) — білоруська політична діячка, дочка Петра Машерова. Заступниця начальника головного управління Парламентського з'їзду Союзу Білорусі та Росії.
За освітою — філолог. Восени 2000 обрана депутатом Палати представників Національних зборів Республіки Білорусь II скликання на Західному виборчому окрузі № 102, причому в першому турі виборів серед її суперників був колишній прем'єр-міністр Михайло Чигір. Її перемогу багато в чому забезпечила активна праця по зміцненню інтеграційних процесів з Росією, створенню Союзної держави Білорусі та Росії.
Висувала свою кандидатуру на президентських виборах 2001 року, ініціативна група по висуненню кандидатів у президенти Республіки Білорусь була зареєстрована, але до завершення терміну збору підписів відкликала свою заяву.

## Зовнішнє посилання
- Профіль на сторінці «Хто ёсьць хто ў РБ» [Архівовано 14 вересня 2010 у Wayback Machine.]